# 路德维希·宾斯万格
路德维希·宾斯万格（德語：Ludwig Binswanger，1881年4月13日—1966年2月5日），是一位已故瑞士精神病学家和存在心理学领域的先驱。他的德国犹太裔祖父（也叫路德维希·宾斯万格）是位於克羅伊茨林根的拜洛沃療養院创始人，他的叔叔奧圖·賓斯萬格是耶拿大学的精神病学教授。
他被认为是现象心理学家中最杰出的，并且在欧洲和美国都是最具影响力的存在心理学概念開創者。